# Mertensia ovum
Mertensia ovum is een soort in de taxonomische indeling van de ribkwallen (Ctenophora). 
De kwal behoort tot het geslacht Mertensia en behoort tot de familie Mertensiidae. De wetenschappelijke naam van de soort werd voor het eerst geldig gepubliceerd in 1780 door Fabricius.